# 何蕙馨
何蕙馨，字仲香，河南息县人，清朝政治人物。
增贡出身。同治二年（1863年）至同治四年（1865年），擔任利川知县，编写《利川县志》（清同治版）十卷。